# Anormenis tortricina
Anormenis tortricina är en insektsart som först beskrevs av Ernst Friedrich Germar 1821.  Anormenis tortricina ingår i släktet Anormenis och familjen Flatidae. Inga underarter finns listade i Catalogue of Life.